# Old Post n.º 43
Old Post n.º 43 es un municipio rural canadiense situado en la provincia de Saskatchewan.

## Superficie
Old Post n.º 43 tiene una superficie de 1757,5 km².

## Demografía
En 2021, tenía 352 habitantes, una densidad poblacional de 0,2 hab./km², y 157 viviendas.